# Fairey Albacore
Fairey Albacore (Cá ngừ) là một loại máy bay ném bom ngư lôi hai tầng cánh, trang bị trên tàu sân bay của Anh. Do hãng Fairey Aviation chế tạo giai đoạn 1939-1943 cho Không quân Hải quân Hoàng gia Anh và được sử dụng trong Chiến tranh thế giới II. Nó có kíp lái 3 người và thiết kế cho nhiệm vụ trinh sát, tham sát, ném bom, ném bom bổ nhào và ném bom thả ngư lôi. Albacore còn được biết đến với tên gọi "Applecore", bắt nguồn do nó thay thế loại Fairey Swordfish cũ hơn được biên chế từ năm 1936. Tuy nhiên, Albacore cũng nhanh chóng bị thải loại bằng loại máy bay ném bom ngư lôi hiện đại hơn là Fairey Barracuda và Grumman Avenger, thậm chí còn sớm hơn so với chiếc Swordfish mà nó dự định thay thế.

## Tính năng kỹ chiến thuật (Albacore)

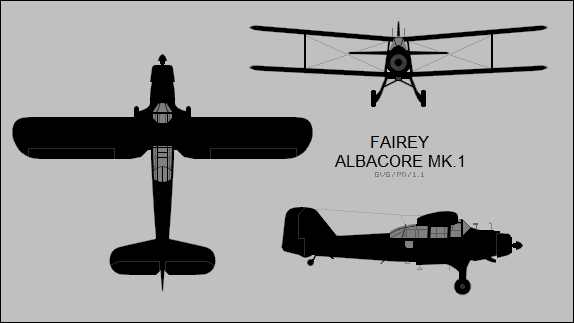
Fairey Albacore Mk.1

## Quốc gia sử dụng
Canada
- Không quân Hoàng gia Canada

 Anh Quốc
- Không quân Hoàng gia
- Không quân Hải quân Hoàng gia[1]